# Сундучки
Сундучки́ (также известна как Дипломат) — логическая карточная игра невзяточного типа. Суть игры заключается в собирании карт у себя, угадывая их у противников с помощью специальных вопросов.
В игре может использоваться как колода из 52 карт, так и из 36. Участвуют от 2 до 6 игроков. Цель игры — накопить большее, чем у каждого из противников число четвёрок карт одного достоинства, «сундучков» (может быть и не один победитель). Проигрывают те игроки, у кого «сундучков» меньше.

## Правила игры
Каждому игроку раздаются по кругу по одной карте и так до того, пока у всех игроков не окажется по 4 карты на руках. Игроки по очереди задают вопросы своим противникам и, в случае положительных ответов, могут забирать некоторые их карты себе. Игрока, который спрашивает, назовём «активным».
Игрок спрашивает у следующего игрока по часовой стрелке (в некоторых вариантах правил — у любого другого игрока), есть ли у него карты с тем или иным определённым свойством. Возможные типы вопросов:
- о наличии карт того или иного достоинства (тузы, дамы, шестёрки и т. п.);
- о количестве карт этого достоинства (обычно нужно назвать число от 1 до 3);
- о наборе мастей этих карт (нужно перечислить все масти карт исследуемого достоинства у спрашиваемого игрока) В некоторых вариантах игры разрешается также спрашивать цвета исследуемых карт.

Если ответом на вопрос является «нет», то спросивший берёт карту из колоды, и ход переходит следующему игроку по часовой стрелке. В случае положительных ответов активный игрок продолжает задавать вопросы. При ответе на последний вопрос (о точном составе карт конкретного достоинства у конкретного игрока) активный игрок забирает эти карты себе.
После «выигрыша» карт активный игрок обязан снова спросить у следующего игрока по часовой стрелке. Если у активного игрока, или у следующего по часовой стрелке игрока не осталось ни одной карты для задавания по ней вопроса или ответа на вопрос оппонента, он берёт одну карту из колоды. Когда у игрока скапливается 4 карты одного достоинства, «сундучок», он обязан их выложить с руки (по договорённости между игроками показать или нет, какое достоинство собрано в «сундучок»).
Если у игрока кончились карты и он спрашивает достоинство, он обязан взять карту, и уступить ход следующему.

## Вариации в правилах
- В некоторых вариантах в начале игры все карты раздаются по игрокам. В этом случае право вопросов переходит без взятия дополнительных карт.
- Спрашивание про достоинства карт, которых нет у себя на руках, может быть запрещено или разрешено.
- (Соответственно) Задавание вопросов, не имея карт на руках, может быть запрещено или разрешено.
- Вопросы обязаны идти в указанном порядке, или некоторые могут пропускаться.

Уже описанные:
- спрашивать у следующих по кругу игроков по очереди или в произвольном порядке
- показывать или нет собранный «сундучок».